# Fernando Huanacuni
Fernando Huanacuni Mamani (La Paz, Bolivia; 29 de mayo de 1966) es un abogado y político boliviano. Fue el ministro de Relaciones Exteriores de Bolivia desde el 23 de enero de 2017 hasta el 4 de septiembre de 2018, durante el tercer gobierno del presidente Evo Morales.
Desde 1983 en Sudamérica, Centroamérica y Europa, realizó conferencias sobre el valor de los saberes ancestrales y motivando el retorno de las prácticas comunitarias. Durante la gestión 2006-2007, Huanacuni integró el equipo que realizó el diseño curricular de la Ley Avelino Siñani – Elizardo Pérez, en su primera etapa, como especialista en filosofía y cosmovisión ancestral.  A partir del año 2008 hasta el 2014 ejerció el cargo de Director de Ceremonial del Estado Plurinacional de Bolivia. El 22 de enero de 2017 fue posesionado como Ministro de Relaciones exteriores, cargo en el que continuó hasta septiembre de 2018. Se desempeña también como investigador de la cosmovisión ancestral y la historia de los pueblos indígenas originarios.

## Trayectoria

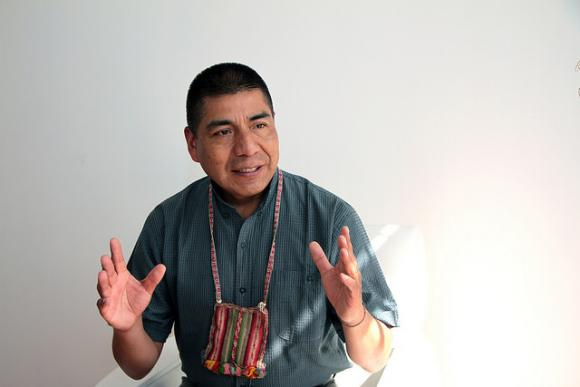
Entrevista a Fernando Huanacuni en la Secretaría del Vivir Bien en Ecuador. (2015)

Fernando Huanacuni nació en el departamento de La Paz el 29 de mayo de 1966.  Licenciado en Derecho de la Universidad Mayor de San Andrés de La Paz. En 1983 comenzó a recorrer América y Europa dando conferencias sobre el valor de los conocimientos ancestrales y motivando al retorno a la lógica y a las prácticas comunitarias[cita requerida], alejándose del modelo económico actual imperante en la mayor parte del mundo. Esto le permitió mantener comunicación con naciones originarias, líderes indígenas del continente y todo el planeta.
En 2008 fue docente del Postgrado “Construcción y Gestión de Currículos Comunitarios” de la Universidad Mayor de San Andrés y dictó clases en la especialidad Revalorización, diálogo de saberes, nuevos paradigmas de las ciencias y del Desarrollo en el Centro Universitario AGRUCO de la Universidad Mayor de San Simón (2010). También dictó clases en la Universidad Andina Simón Bolívar, en el ámbito del Derecho Constitucional, Gestión Pública Judicial y Derecho Procesal Constitucional, especializado en Pluralismo Jurídico, Deslinde Jurisdiccional y la Corte Interamericana de Derecho (2014-2015).
Entre 2006 y 2007 formó parte del equipo que realizó el diseño curricular de la Ley Avelino Siñani – Elizardo Pérez, en su primera etapa, como especialista en Filosofía y Cosmovisiones ancestrales, en el Ministerio de Educación y Culturas [cita requerida].
A partir del año 2008 trabajó en el Ministerio de Relaciones Exteriores como Director de Ceremonial del Estado Plurinacional de Bolivia, hasta septiembre de 2014 cuando es despedido por errores en la organización del G77+China donde contrato intérpretes cubanos y no locales.
Entre 2010 y 2014 realizó varios diplomados: en Psicología del Aprendizaje (Chile, 2010),  Investigación y Pedagogías Interculturales (Bogotá, 2014) y Educación Superior de la Facultad de Humanidades de la UMSA (2014)[cita requerida]. 
En 2015 fue investigador del Instituto Internacional de Integración Convenio Andrés Bello, donde estuvo a cargo de investigar diversas temáticas indígenas y docente investigador en el ámbito jurídico de los pueblos indígenas, en la Facultad de Derecho de la Universidad Mayor de San Andrés.
Es también investigador en la Comunidad SARIRI. 
El 23 de enero de 2017 debido a disputas internas sobre la influencia política entre el ala moderada de David Choquehuanca y el ala marxista de Álvaro García Linera, es posesionado como Ministro de relaciones exteriores del Estado Plurinacional de Bolivia sucediendo a David Choquehuanca.

### Medios de comunicación
Desde hace más de una década ha colaborado en diversos medios de comunicación. Fue conductor y director de la Revista Matinal “Taypi Uta” emitida por Canal 4 RTP (2005-2010) la cual ganó el premio Visa al mejor Programa Cultural de la televisión en La Paz, también produjo y condujo el Programa Semanal “Pacha Ajayu” (2004-2010) junto al periodista Eduardo Godoy, emitido por la misma red. 
También ha sido columnista en el periódico nacional “Cambio” (2012-2013), donde difundió reflexiones en torno al "Vivir Bien", producido por la Comunidad SARIRI.

### Maestro de Artes Marciales
En diciembre de 1999 Huanacuni viajó a China al templo Shaolin, ubicado en la provincia china de Henan[cita requerida]. Los monjes le permitieron finalmente ingresar y lo pusieron a prueba durante una semana. Su jornada -según contó en 2014 al programa Mapamundi, que dirigía el periodista Rafael Archondo- empezaba a las cinco de la mañana con un trote de cinco kilómetros cerro arriba[cita requerida]. El estudio se basa en desarrollar los artes marciales. Durante tres años vivió en el templo junto con otros monjes chinos, alimentándose solo de arroz, verdura, masa cocida y té verde, la dieta del monasterio. Finalmente se convirtió en un "Shifu”, un maestro Shaolín. Al volver a Bolivia instaló un instituto de artes marciales en La Paz.
En la actualidad forma parte del parte de la Asociación Internacional Shaolin Chan en Sudamérica como maestro (Shifu) en Bolivia. La organización agrupa a diversas escuelas de la región sudamericana de Argentina, Uruguay, Ecuador, Colombia, Brasil, Perú y Chile que se encarga de difundir la cultura Shaolin siguiendo las enseñanzas del Gran Maestro Shi De Yang de la 31° generación de monjes del Templo Shaolin de la provincia de Henan, China.

## Vivir Bien y Buen Vivir
Fernando Huanacuni ha investigado y realizado aportes sobre los Derechos de la Madre Tierra, Sistema Jurídico Ancestral Comunitario, Educación Comunitaria, Diplomacia y protocolo de los pueblos indígenas, además de haber sistematizado de las diferentes visiones de los pueblos ancestrales sobre el Vivir Bien/Buen Vivir, temática muy difundida hoy en día como alternativa al modelo occidental predominante.
Es un activista político de la cosmovisión andina tanto en Bolivia como en el continente americano, promoviendo la reconstitución de la identidad ancestral de las naciones indígena originarias[cita requerida].  
Su conocimiento en la historia de los pueblos indígenas, en especial de la nación aimara, sumada a la transmisión oral legada por sus abuelos, le permitió proponer al mundo viejos conceptos basados en principios ancestrales que repercuten en las condiciones actuales de vida. Su propuesta se ha plasmado en libros y artículos que han sido traducidos a diversos idiomas. Cuestiona profunda y sin fundamentos  las bases del paradigma occidental, la modernidad y el antropocentrismo, características que han generado una crisis de vida que ha afectado a la expresión natural de la vida.

## Controversias
Al inicio de su gestión más de 3 decenas de funcionarios del Ministerio de Relaciones Exteriores fueron despedidos en mayo de 2017, más adelante, el 21 de noviembre de 2017 se denunció 110 despidos para cambiarlos por personal de confianza del exministro. El caso más emblemático fue el despido ordenado en mayo de 2018 de Jorge Lizarraga, cónsul general de Bolivia en Suiza, por “no ser personal de confianza” de Huanacuni, acción realizada a pesar de que su esposa había dado a luz en marzo del presente año, vulnerándose el derecho a la inamovilidad. Al mismo tiempo que había realizado un nombramiento conflictivo, el de Alexandra Moreira en el servicio exterior, Moreira estaba procesada penalmente por la crisis del agua que sufrió la Ciudad de La Paz en diciembre de 2016.  La exdirectora de la escuela diplomática de Choquehuanca, la licenciada y militante masista Carla Espósito Guevara  afirmó: "Creo, sin miedo a equivocarme, que esta distorsión de los fines de la Academia Diplomática forma parte de la crisis que vive nuestro servicio exterior (...) frente al enorme vacío dejado por el súbito y masivo retiro del personal formado en la gestión de Choquehuanca, fue volver a la política de improvisación en unos casos, y en otros, recurrir al asesoramiento de los viejos diplomáticos de derecha" . En parte, la denuncia de la exdirectora tiene mucho que ver con su despido en los primeros días en que Huanacuni asumió el cargo, presuntamento por cargos de corrupción y parcialización en algunos cargos internos, cambiando un gran número de direcciones por personal afín y de confianza.
El siguiente año, el 28 de febrero de 2018 el Viceministro de Transparencia Diego Jiménez solicitó la agilización del procedimiento interno respecto a denuncias de cobros de dinero por Fabiola E. M. G. abogada asesora de Fernando Huanacuni en la Unidad de Gestión Jurídica del Ministerio de Relaciones Exteriores. 
La denuncia fue presentada el 23 de noviembre de 2017 ante la Presidencia del Estado por cobros que iban desde los 10 mil bolivianos a los 30 mil bolivianos. Tal fue la difusión mediática, que la exasesora de Huanacuni, Fabiola E. M. G. dejó el cargo en marzo de 2018, retornando en junio de 2018 ante la protesta del Ministro de Justicia, Héctor Arce quien solicitó un informe para conocer la razón del retorno de una persona procesada por corrupción en el mismo Ministerio donde cometió los delitos. El hecho fue desvirtuado en diciembre de 2020.
Huanacuni al ser retirado del cargo el 4 de septiembre de 2018, manifestó que difería de la metodología comunista-marxista y que era amigo del gobernador cruceño Rubén Costas. Otra denuncia que melló la imagen de Huanacuni fue el descubrimiento de que el doctorado ostentado por Huanacuni era en realidad un “Doctorado espiritual” en Transformación Humana, sin ningún valor curricular en Bolivia de acuerdo al Comité Ejecutivo de la Universidad Boliviana (CEUB), ya que no se presentó una Tesis original que fuera defendida y no se reconoce un doctorado sin una maestría previa bajo convenios firmados recíprocamente por el país que da el título y el que lo acepta.  
Otro evento observado en su gestión fue la designación de la Sra. Roxana Rojas Lozano como cónsul en Bruselas, Rojas era esposa de Ruddy Flores, ministro consejero boliviano en Suiza, designación observada como ‘nepotismo’.  recientemente al excanciller David Choquehuanca Céspedes, como responsable del fallo de La Haya boliviano en su "Demanda ante la Haya" sobre la obligatoriedad de Chile a negociar, en razón a la falta de supervisión, mediocridad y politizacion del asunto que derivó en un rotundo fracaso para sus gestiones en la demanda interpuesta contra Chile.
| Predecesor: David Choquehuanca Céspedes | Canciller de Bolivia 23 de enero de 2017 - 4 de septiembre de 2018 | Sucesor: Diego Pary Rodríguez |

## Publicaciones
- Visión Cósmica de los Andes. Editorial Librería Armonía. La Paz Bolivia.
- Llatunka: La Sabiduría Ancestral. Editorial Librería Armonía. La Paz Bolivia
- Vivir Bien: Infancia, Género y Economía. CIDES UMSA. La Paz Bolivia. 2013
- Las Universidades Indígenas, Experiencias y Visiones para el Futuro.  Instituto de Integración Convenio Andrés Bello 2013. La Paz Bolivia